# Sergueï Pougatchev
Pour les articles homonymes, voir Pougatchev (homonymie).
 (septembre 2023).
Sergueï Viktorovitch Pougatchev ou Pougatchiov, né le 4 février 1963 à Kostroma (URSS), est un homme d'affaires et homme politique français d'origine russe.
Dans les années 1990, il devient l'un des proches du premier président russe, Boris Eltsine, et contribue à le maintenir au pouvoir. Ces événements inspirent en 2003 un film au réalisateur américain Roger Spottiswoode, Spinning Boris. Pougatchev y est interprété par Grigori Gladki.
Il est l'un de ceux qui amènent Vladimir Poutine au pouvoir en 1999 et avec qui il entretient des relations amicales au début des années 1990, avant de tomber en disgrâce à la fin des années 2000. Exilé et recherché par les autorités judiciaires russes depuis 2014, il vit désormais à Nice, en France, pays dont il a obtenu la nationalité en 2009. Il renonce à la nationalité russe en 2012.

## Biographie

### Famille
Serguei Pougatchev naît dans une famille de militaires. Son grand-père paternel est officier de l’armée impériale russe et participe à la Première Guerre mondiale de 1914 à 1917.
Son père, Victor Fiodorovitch Pougatchev est en 1943 cadet de la première promotion de l'école militaire Souvorov de Kiev. Il est décoré chevalier de l’Ordre de l'Étoile rouge. Il occupe des postes de commandement dans les troupes aéroportées. À partir de 1973, il est le  premier commandant de la 21e brigade d'assaut aérien.

### Vie privée
Sergueï Pougatchev est le père de deux enfants, nés de son mariage avec Galina Pougatcheva (née Arkhipova) et de trois enfants qu'il a eus avec Alexandra Tolstoï (en) (fille de l'historien et homme politique britannique Nikolaï Tolstoï). Il est grand-père de cinq petits-enfants.
De 1991 à 1994, il vit aux États-Unis, puis en France depuis 1994. Ses projets les plus importants sont aux États-Unis, en France, au Luxembourg, en Russie et en Grande-Bretagne.
Il s'installe aux États-Unis avec sa famille de 1991 à 1994 et effectue des déplacements en Russie pour suivre ses affaires.
Il vit ensuite à Nice, en France, où il habite le château de Gairaut.

### Carrière professionnelle
En 1991, Pougatchev fonde l'une des premières banques coopératives en URSS, la « Banque de commerce du Nord ». Il vend ses parts en 1993.
En 1992, il est l'un des cofondateurs de la SA Banque industrielle internationale (Mejprombank), une des premières à recevoir une licence pour procéder à des opérations en devises (Pougatchev détenait 25 % des actions),.
À la fin des années 1990, il fait l'acquisition de la Compagnie industrielle de l’Ienisseï qui possède une licence de prospection dans le district d'Ouloug-Hemski en Sibérie méridionale. Le plus gros gisement au monde de coke a été découvert avec de grandes compagnies d'extraction au cours d’une campagne de prospection et d'extraction expérimentale. En 2000, la Compagnie industrielle de l’Ienisseï obtient une licence l'autorisant à prospecter et à extraire le charbon du gisement d'Elegest.
La Commission gouvernementale chargée des investissements de la fédération de Russie consacre 1,5 milliard de dollars du budget fédéral au financement des infrastructures de ce projet, un montant d'investissements publics record dans le développement d'une entreprise privée.
À la fin des années 1990, il investit dans la création du plus grand complexe de construction navale d'Europe sur la base des chantiers navals de Saint-Pétersbourg : les chantiers navals de la Baltique, les chantiers navals Severnaïa Verf et 60 entreprises de fabrication de machines.
Au début des années 2000, il consolide ses actifs en créant la Corporation industrielle unifiée OPK d'une valeur totale de plus de 12 milliards de dollars (d'après une estimation indépendante réalisée entre 2008 et 2010).
Entre 2010 et 2014  tous les actifs russes du sénateur sont expropriés, après quoi il est poursuivi politiquement.
En 2011, un procès est ouvert en France sur requête de Pougatchev pour extorsion de fonds et menace de la part de collaborateurs haut placés de l'Agence de garantie des dépôts.
En 2012, il informe les autorités russes de la préparation d'une plainte à leur encontre devant la Cour internationale de justice de La Haye.
Un procès est ouvert contre Pougatchev en Russie en 2013.
En décembre 2013, la Russie entreprend une action en reconnaissance de la responsabilité subsidiaire de Pougatchev devant le Tribunal de commerce de Moscou.
À la fin de l'année 2014, le bureau russe d'Interpol lance un avis de recherche de Sergueï Pougatchev sur son site Internet,.
Après la plainte déposée par ses avocats français au bureau central d'Interpol le 15 octobre 2015, la Commission d'Interpol reconnaît la demande de la fédération de Russie infondée au vu de la motivation politique. Pougatchev est retiré de la base d'Interpol, les recherches d'Interpol cessent.
En juin 2014, la Russie introduit une demande de mesures conservatoires devant la Haute cour de Londres en soutien à la plainte subsidiaire civile déposée au Tribunal de commerce de Moscou.
Le 11 juillet 2014, le juge rend ex-parte (c'est-à-dire sans informer ni convoquer le défenseur) sa décision de geler les actifs de Pougatchev sur le territoire de l'Angleterre et le contraint à dévoiler tous les actifs qui lui appartenaient directement ou indirectement dans le monde à la suite de la plainte pour responsabilité subsidiaire déposée par la Russie devant le Tribunal de commerce de Moscou le 7 juillet 2014.
D'après les autorités de police du Royaume uni, la Russie a suivi en permanence et de façon illégale Sergueï Pougatchev et sa famille en Angleterre par l'intermédiaire de détectives privés.
Le 2 mars 2015, le juge Smith interdit à Pougatchev de quitter les limites de l'Angleterre et du Pays de Galles et lui ordonne de transmettre à la société Hogan Lovells (qui représente les intérêts de la Russie) tous ses passeports et ses titres de voyage.
Au mois de mai 2015, des agents de Scotland Yard découvrent des engins explosifs sous la voiture de Pougatchev. L'enquête relative à cette affaire est confiée au service antiterroriste SO15 et Pougatchev et sa famille reçoivent la protection de l'état (aujourd'hui, une enquête pour tentative de meurtre est en cours par la police française dans le cadre de mandats internationaux). Sergueï Pougatchev a été à plusieurs reprises la cible d'assassinat, en Russie comme à l'étranger. Il a été victime de plusieurs tentatives de meurtre jusqu’en 2010. Plusieurs de ses gardes du corps ont été blessés des suites de ces attentats. Toutes ces actions ne poursuivaient qu'un seul objectif : contraindre Pougatchev à quitter Londres.
Pougatchev décide de quitter la juridiction de l’Angleterre et du Pays de Galles en dépit de l’ordre intimé et de rentrer en France.
Le 22 décembre 2015, le juge Rose le condamne à deux ans de prison pour outrage à la cour. Dans sa décision de justice, le juge fait néanmoins remarquer que Pougatchev avait de sérieuses raisons de penser que sa vie était en danger et menacée par des agents russes.
De retour en France, Pougatchev dépose une plainte contre la Russie dans le cadre de l'accord franco-russe de protection réciproque des investissements pour l’expropriation de ses actifs. Cette action en justice éveille l’intérêt public et agace les autorités russes.
Le 21 septembre 2015, la Cour internationale de justice de La Haye enregistre la plainte du citoyen français Sergueï Pougatchev contre la fédération de Russie pour expropriation de ses actifs à hauteur de 12 milliards de dollars.
En avril 2016, Karina Moskalenko, l'avocate de Sergueï Pougatchev, dépose une plainte devant la Cour européenne des droits de l'homme pour des infractions commises au cours de l'examen de la plainte civile de responsabilité subsidiaire en Russie.
Le 17 juin 2016, les avocats de Sergueï Pougatchev désignent le professeur Thomas Clay en qualité d'arbitre à la Cour internationale de justice de La Haye pour l'examen de sa plainte en arbitrage contre la fédération de Russie.
En février 2019, le TGI de Nice lui donne raison contre l’Agence russe pour l’assurance des dépôts, qui prétendait saisir ses biens (le château de Gairaut, un chalet dans la station ski de Valberg, un yacht et des propriétés à Saint-Jean-Cap-Ferrat).
En 2003, le revenu annuel moyen de Sergueï Pougatchev s'établissait à plus de 7 millions de roubles. D'après des informations dévoilées en 2010, il aurait gagné 3 milliards de roubles, revenu de très loin supérieur à tous les autres sénateurs.

#### Acquisitions à l'étranger
En 2007, il fait l’acquisition de la célèbre épicerie Hédiard (la plus veille chaîne de magasins et la plus importante dans le segment le plus cher, avec 320 magasins dans 30 pays - au même titre que des grandes marques comme Chanel, Hermès, Dior, faisant partie du Comité Colbert et considéré comme un monument de l’héritage culturel français). Les analystes considérèrent cette opération comme « la percée du capital russe sur le marché mondial » et la comparent à l’achat du club de football de Chelsea par Roman Abramovich en 2003).
En 2008, l’entrepreneur achète à son ami David Linley, neveu de la reine d’Angleterre Élisabeth II, la moitié de la société David Linley Holdings Limited spécialisée dans le design des yachts, des intérieurs et du mobilier.
En août 2009, les médias relayèrent que Pougatchev a acheté la compagnie pharmaceutique américaine Biopure, dont la valeur en bourse atteint 3,5 $ Mds

## Carrière politique
Au début des années 1990, Pougatchev est le conseiller du chef de l'administration du président de la fédération de Russie et se rapproche des dirigeants du pays.
En décembre 1995, il se porte candidat à la Douma d'État de la fédération de Russie sur la liste fédérale de la formation électorale du Parti de l'unité et de la concorde de Russie conduit par Sergueï Shakhraï, juriste émérite et auteur de la Constitution russe.
En 1996, il est l’un des directeurs de l'état-major de campagne du candidat à l'élection présidentielle, Boris Eltsine.
D'après Pougatchev, ses relations avec l'Amérique jouent un rôle décisif dans la réélection de Eltsine en 1996, alors que ce dernier était confronté à une forte opposition communiste. Grâce à ses liaisons, Pougatchev fait venir à Moscou une équipe de politologues et de spécialistes en relations publiques américains emmenée par George Gorton, le grand stratège de Pete Wilson, gouverneur de Californie à l'époque. L'équipe de Gorton, en collaboration avec la fille de Eltsine, Tatiana Diatchenko, prépare une campagne électorale à l'américaine, montrant Eltsine sous son meilleur angle et soulignant le danger d'un retour des communistes au pouvoir,.
En juin 1996, il est décoré de la médaille de la Reconnaissance par le président de la fédération de Russie, Eltsine « Pour sa contribution à l'instauration de la démocratie en Russie, sa participation à la préparation et au déroulement de la campagne pour l'élection nationale du président de la fédération de Russie 1996 ».
Homme politique influent et personnage célèbre dans les années 1990, c'est lui qui, selon Anatoli Sobtchak, émet l'idée de faire de Poutine le successeur potentiel de la famille Eltsine. 
Le Financial Times vérifie les faits et assure que Pougatchev était ami avec Tatiana Diatchenko et son époux, Valentin Youmachev, qui à l'époque dirigeait l'administration de Eltsine, ainsi qu'avec de nombreux membres influents de l'équipe du président Eltsine. Pougatchev aide Poutine à gravir les marches du pouvoir après l'avoir présenté à Eltsine. Entre 1999 et 2000, il est l’un des directeurs de l'état-major de campagne de Vladimir Poutine,.
Au début des années 2000, Pougatchev est considéré comme l'idéologue orthodoxe le plus influent dans l’entourage du président russe Vladimir Poutine. Comme l’indiquent certains médias, en particulier « Novaïa Gazeta », c’est lui qui aurait présenté le président à son confesseur présumé, l'archimandrite Tikhon Chevkounov, prêtre du monastère Sretenski de Moscou et à d’autres hiérarques religieux.
En 2006, Sergueï Pougatchev offre une pièce d'un kilogramme d'or à Claude Guéant lors d’une visite dans son bureau de directeur de cabinet de Nicolas Sarkozy. Cela vaut à Claude Guéant d'être mis en examen pour corruption passive.
En 2009, son fils, Alexandre Pougatchev (qui possède la double nationalité française), devient le propriétaire de France-Soir.
Le 30 novembre 2010, une cour d'arbitrage de Moscou prononce la faillite de la Mejprombank de Sergueï Pougatchev et déclare l'établissement insolvable, : la banque doit 92,8 milliards de roubles (4 milliards de dollars) à ses créanciers, dont la Banque centrale de Russie.
Le 24 décembre 2001, il est élu sénateur de la fédération de Russie.
Le 4 janvier 2011, sous la pression de Poutine, Pougatchev est contraint de quitter son poste de sénateur de la fédération de Russie. Poutine confie la résolution de cette question à V. Sourkov, premier adjoint du directeur de l'administration présidentielle (la nationalité française de Pougatchev en est la raison formelle).